# Marsel Çaka
Marsel Çaka (født 31. marts 1995 i Tirana, Albanien) er en albansk fodboldspiller, der spiller for KF Tirana i Albanien.

## Klubkarriere
Çaka er et produkt af KF Tirana's ungdomsakademi. Han startede der i 2007 som barn, og blev i januar 2013 rykket op på senior førsteholdet, hvor han den første sæson spillede fem ligakampe. Som blot 18-årig, blev han i 2013/14 sæsonen første målmand i klubben.